# Leszek Krowicki
Leszek Krowicki (ur. 9 listopada 1957 w Gdańsku) – polski piłkarz ręczny i trener. Jako zawodnik mistrz i reprezentant Polski. Jako trener zdobywca Pucharu Zdobywców Pucharów z niemiecką drużyną TuS Walle Bremen (1994) i EHF Challenge Cup z niemiecką drużyną VfL Oldenburg (2008), a także trzech tytułów mistrza Niemiec. Od 2016 do 2019 roku trener reprezentacji Polski kobiet.

## Kariera sportowa

### Zawodnik
Był zawodnikiem Wybrzeża Gdańsk, podopiecznym trenera Leona Walleranda. Z gdańskim klubem sięgnął dwukrotnie po mistrzostwo Polski (1984, 1985) oraz trzykrotnie po wicemistrzostwo (1981, 1982, 1983). W latach 1980–1981 zagrał 12 razy w reprezentacji Polski, m.in. w zwycięskich mistrzostwach świata grupy „B” w 1981 (był tam rezerwowym – wystąpił w dwóch spotkaniach).

### Trener
W 1986 został trenerem kobiecej drużyny Start Gdańsk, z którą w 1988 zdobył brązowy medal mistrzostw Polski. W 1990 wyjechał do Niemiec. W latach 1990–1995 był trenerem kobiecej drużyny TuS Walle Bremen, z którą sięgnął trzykrotnie po mistrzostwo Niemiec (1991, 1992, 1994) i raz wicemistrzostwo (1993), a także zdobył Puchar Zdobywców Pucharów (1994). W latach 1995–1998 był trenerem męskiej reprezentacji Holandii, następnie w sezonie 1998/1999 prowadził drugoligową męską drużynę TSG Bielefeld. Od 1999 do 2004 był trenerem żeńskiej drużyny Buxtehuder SV, z którą w 2001 zdobył brązowy medal, a w 2003 zdobył wicemistrzostwo Niemiec. W 2001 został równocześnie tymczasowym trenerem kobiecej kadry Niemiec i poprowadził ją w dwóch meczach eliminacjach mistrzostw świata. Nie zgodził się jednak na rezygnację z pracy w klubie i nie przedłużono z nim umowy. Od 2005 pracuje z żeńską drużyną VfL Oldenburg, z którą zdobył w 2008 EHF Challenge Cup, a w 2009 i 2012 Puchar Niemiec. W lipcu 2016 został selekcjonerem polskiej reprezentacji seniorek, z którą zgodnie z kontraktem z ZPRP związał się na 4 lata. W marcu 2017 roku po 12 latach pracy w VfL Oldenburg postanowił zrezygnować z funkcji trenera i skupić się wyłącznie na kadrze narodowej. 19 lipca 2019 został zwolniony z funkcji trenera reprezentacji Polski kobiet.

### Inne
Ukończył studia na Akademii Wychowania Fizycznego w Gdańsku. Pracował jako dziennikarz sportowy w Wieczorze Wybrzeża. W 1993 opublikował zestaw ćwiczeń Piłka ręczna – trening w praktyce.